# Sacharias Amyot
Sacharias Amyot (1658-?) – holenderski makler giełdowy i Strażnik klucza miasta Amsterdam od roku 1684. Zaaresztowano go w roku 1703 za utrzymywanie kontaktu korespondencyjnego z wrogiem (jednym z jego korespondentów był François d’Usson de Bonrepaus).  W roku 1704 władze skazały go na dożywocie.